# الجبهة الأوكرانية الثانية
الجبهة الأوكرانية الثانية (بالروسية: 2-й Украинский фронт) كانت جبهة للجيش الأحمر خلال الحرب العالمية الثانية.

## التاريخ
في 20 أكتوبر 1943، تغير اسم جبهة السهوب إلى الجبهة الأوكرانية الثانية.
خلال هجوم ياش-كيشيناو، كانت الجبهة الأوكرانية الثانية، بقيادة الجنرال روديون مالينوفسكي، تتألف من:
- جيش دبابات الحرس السادس – اللواء أندريه كرافشينكو
- جيش الحرس الرابع – إيفان جالانين
- جيش الحرس السابع – الفريق أول م. س. شوميلوف
- الجيش السابع والعشرون – الفريق أول إس جي تروفيمينكو
- الجيش الأربعون – الفريق أول فيليب جماتشينكو
- الجيش الثاني والخمسون – الفريق أول كونستنتاين كوروتيف
- الجيش الثالث والخمسون – الفريق أول إيفان ماناجاروف
- فيلق الدبابات الثامن عشر – اللواء بولوزكوف
- مجموعة الفرسان الآلية جورشكوف – اللواء سيرجي جورشكوف
  - فيلق الحرس الخامس للخيول
  - فيلق الدبابات الثالث والعشرون – الفريق أول أليكسي أخمانوف

في الأول من يناير 1945، أثناء حصار بودابست، كانت الجبهة تتألف من:
- جيش الحرس السابع
- الجيش السابع والعشرون
- الجيش الأربعون
- الجيش الثالث والخمسون
- جيش دبابات الحرس السادس
- مجموعة ميكانيكية من سلاح الفرسان تتكون من فيلق الحرس الفرسان الرابع والسادس
- الجيش الجوي الخامس. [1]

في 10 يونيو 1945، وفقًا لتوجيهات ستافكا الصادرة في 29 مايو 1945، حُلت الجبهة الأوكرانية الثانية. ودمج عناصر منها في مقر منطقة أوديسا العسكرية.
قدم فيلق الدفاع الجوي الثاني عشر، الذي تم إنشاؤه من منطقة الدفاع الجوي لفيلق أوديسا في 21 أبريل 1944، الدفاع الجوي للجبهة الأوكرانية الثانية حتى 1 فبراير 1945، باستثناء فرقة الدفاع الجوي الحادية والستين (أفواج 1776 و1778 و1780 و1782 و1784 وفوج الإضاءة السادس)، والتي قدمت الدفاع الجوي للجبهة الأوكرانية الأولى.

## القادة
- جنرال الجيش إيفان كونيف (يوليو 1943 – مايو 1944؛ منذ فبراير 1944 مارشال الاتحاد السوفيتي)
- جنرال الجيش روديون مالينوفسكي (مايو 1944 – مايو 1945؛ منذ سبتمبر 1944 مارشال الاتحاد السوفيتي)